# Volo Icelandic Airlines 001
Il volo Icelandic Airlines 001 era un volo charter da Gedda, Arabia Saudita, diretto a Surabaya, Indonesia, con scalo a Colombo, Sri Lanka. Il 15 novembre 1978, un Douglas DC-8 operante su tale rotta, si schianta durante l'avvicinamento all'aeroporto internazionale di Colombo. Nell'incidente muoiono 8 dei 13 membri dell'equipaggio islandese, 5 membri dell'equipaggio di riserva e 170 pellegrini musulmani (per lo più indonesiani ) su un totale di 262 occupanti. Il rapporto ufficiale delle autorità dello Sri Lanka ha stabilito che la probabile causa dell'incidente è stata la mancata conformità dell'equipaggio alle procedure di avvicinamento; tuttavia, le autorità americane e islandesi hanno rivendicato attrezzature difettose all'aeroporto ed errori del controllore del traffico aereo come motivi dell'incidente.
Il volo Icelandic Airlines 001 è il peggior incidente nella storia dell'aviazione islandese e il secondo peggiore nella storia dell'aviazione dello Sri Lanka dopo il volo Martinair 138, precipitato quattro anni prima.

## L'aereo
L'aereo coinvolto nell'incidente era un DC-8 della compagnia aerea islandese Icelandic Airlines, noleggiato alla Garuda Indonesia per l'Hajj, il tradizionale pellegrinaggio musulmano alla Mecca; registrato TF-FLA, il suo nome era "Leifur Eiríksson".

## L'incidente
L'aereo venne stato noleggiato da Garuda Indonesia. Il 15 novembre operò come volo LL001 da Gedda, in Arabia Saudita, a Surabaya, in Indonesia. Tutti i 13 membri dell'equipaggio erano islandesi. Dei 249 passeggeri, la maggior parte era indonesiana e, dopo aver effettuato l'Hajj, stava tornando a casa.
Il volo partì da Gedda per Surabaya con scalo intermedio a Colombo per il rifornimento di carburante e cambiamento di equipaggio. Temporali erano presenti nella zona e fenomeni di wind shear rappresentavano un problema. Alle 22:53 ora locale, il centro di controllo informò l'equipaggio che sarebbero atterrati sulla pista 04. In risposta, i piloti richiesero un atterraggio sulla pista 22. Il controllore approvò la richiesta e diede istruzioni per un atterraggio strumentale. L'aereo cominciò la discesa fino all'altitudine di 22 000 piedi (6 700 m), raggiunta intorno a 140 chilometri dall'aeroporto.
Alle 23:06 ora locale, l'equipaggio contattò il centro di controllo radar dell'aeroporto, che autorizzò la discesa fino a 2 000 piedi (610 m) e disse di seguire le istruzioni del centro per eseguire l'avvicinamento alla pista 22. Il controllore diede anche istruzioni di riferire il raggiungimento del radiofaro, l'equipaggio riconobbe di aver ricevuto il messaggio ma non confermò. Il controller radar trasmetteva periodicamente i dati di distanza e altitudine all'aeromobile. L'ultimo messaggio radio del controller fu alle 23:27:26: "Lima, Lima 001, leggermente a sinistra della linea centrale, leggermente a sinistra della linea centrale, a due miglia dal touch-down, altezza 650 piedi, autorizzato ad atterrare". Alle 23:27:37, l'equipaggio rispose: "Roger".
Quando successivamente il controllore di avvicinamento acquisì una visuale sul volo 001, l'aereo stava scendendo pericolosamente verso il suolo. Il controllore li avvertì: "Lima, Lima 001, stai scendendo troppo." Tuttavia, l'equipaggio stava parlando con il centro di controllo radar su un'altra frequenza, quindi non ricevette il messaggio. Il controllore di avvicinamento perse di vista il DC-8, dopo di che vide un'esplosione. Alle 23:28:03, il DC-8 si schiantò su una piantagione di gomma e cocco ed esplose. Il luogo dell'incidente si trovava a poco meno di 2 chilometri dalla pista 22 e 30 metri a destra della linea centrale della pista. Come primo testimone dell'incidente, il controllore informò immediatamente i suoi colleghi dell'incidente.
Entro mezz'ora, 5 camion dei vigili del fuoco arrivarono sul luogo dello schianto. Le operazioni di salvataggio vennero ostacolate dalla presenza di molte palme da cocco, che impedirono l'accesso di molte grandi attrezzature. Uno dei membri della squadra di soccorso era il capo provvisorio dell'autorità dell'aviazione civile dello Sri Lanka. Mentre assisteva nel salvataggio, riuscì a documentare le letture degli strumenti e a scattare fotografie necessarie per l'indagine.
La parte centrale della fusoliera fu ritrovata intatta ma in fiamme a causa del carburante fuoriuscito dai serbatoi. Nessun passeggero seduto in quella sezione del velivolo sopravvisse, nonostante i tentativi di spegnere velocemente l'incendio. Nell'incidente morirono 183 persone: 8 membri dell'equipaggio e 175 passeggeri. I sopravvissuti sono 79: 32 persone (4 membri dell'equipaggio e 28 passeggeri) riportarono lievi lesioni, mentre 47 persone (1 membro dell'equipaggio e 46 passeggeri) ne uscirono illese.

## Le indagini
L'inchiesta si concentrò sugli errori dei piloti nel monitorare la situazione e sui difetti dei sistemi aeroportuali di Colombo, in particolare sul sistema di atterraggio strumentale ILS.

### Difetti nei sistemi aeroportuali
La delegazione islandese ha presentato un'analisi delle voci inserite dai piloti nei registri, relative a circa un mese prima dell'incidente e ai 24 mesi dopo. In seguito all'accaduto, le autorità aeroportuali avevano richiesto agli equipaggi rapporti in merito al funzionamento dei segnalatori di aiuto alla navigazione (navigational aids). Secondo tale analisi, una larga maggioranza di essi riportava:
- "Glide Path unreliable" (Sentiero di discesa non affidabile)
- "Glide path useless" (Sentiero di discesa inutile)
- "Glide path unusable" (Sentiero di discesa inutilizzabile)
- "Glide slope unserviceable" (Sentiero di discesa fuori servizio)
- "ILS power loss" (Perdita del segnale ILS)
- "ILS unserviceable" (ILS fuori servizio)
- "ILS tripping" (ILS intermittente)
- "ILS off the air"(ILS inservibile)

Molte di queste voci sono state ripetute molte volte con espressioni diverse tra loro, ma tutte concordanti sul fatto che c'era qualcosa che non andava nella strumentazione dell'aeroporto.
Almeno sette di queste, nei giorni 2-12-1978, 28-12-1978, 12-1-1979, 2-2-1979, 10-2-1979, 12-2-1979 e 14-2-1979, riportavano strani comportamenti del velivolo, che tendeva a scendere troppo rapidamente o troppo in anticipo. Purtroppo, nessuno di questi rapporti era sufficientemente chiaro per poter essere collegato con gli altri, e molti di essi erano chiaramente inaccurati. Per esempio, un rapporto del 28-10-1978 riportava "...non siamo riusciti ad agganciare il sentiero di discesa...è ingannevole". Ma, dato che non erano nemmeno riusciti ad agganciarlo, tale affermazione non poteva essere corretta. Un rapporto del 12-1-1979 riportava "Siamo a YKW, lo strumento del sentiero di discesa indica di effettuare una picchiata". Ma, essendo Yakwila molto distante dall'aeroporto, il segnale dell'ILS non poteva neanche essere ricevuto, quindi i piloti ne stavano captando uno diverso.
Durante le indagini, venne scoperto che l'energia elettrica utilizzata dall'ILS e da altri sistemi di navigazione dell'aeroporto era fornita dal Ceylon Electricity board. Durante il periodo analizzato, era risultato che la fornitura era per lo più irregolare e inaffidabile. Le fluttuazioni di potenza e quindi lo spegnimento dei sistemi erano ormai un evento comune.
Secondo le prove raccolte, le autorità dell'aviazione non avevano controllo sulla fornitura di energia elettrica. Questo era apparso un problema sul quale il governo centrale sarebbe dovuto intervenire, in quanto l'utilizzo e la manutenzione di sistemi di navigazione sono in diretta correlazione con la sicurezza aerea.
Nonostante questo, molti aerei prima e dopo l'incidente avevano utilizzato con successo il sistema di atterraggio strumentale.
Nel corso delle indagini, è stato intervistato un pilota di Air Celyon (D-Domanda, R-Risposta):
R - Non ho mai ricevuto indicazioni di questo tipo, ma se le incontrassi, da pilota esperto, durante un normale sentiero di discesa, le trascurerei. In altre parole, non le seguirei.
D - Ignorerebbe il sentiero di discesa, a quel punto?
R - Esatto.
D - Come capirebbe di doverlo ignorare?
R - Perché abbiamo un indicatore che si sposta in alto e in basso. Se stai seguendo il sentiero di discesa correttamente, questo rimane al centro. Se l'indicatore si sposta verso il basso, significa che l'aereo deve andare verso il basso, se si sposta verso l'alto significa che deve stare un più alto. Se rimani nella posizione corretta e stai scendendo, questo rimane al centro. Se c'è un difetto nel sistema, l'indicatore ti direbbe improvvisamente di scendere a un ritmo troppo elevato. Io non lo seguirei. Capirei che c'è qualcosa che non va nello strumento.
D - Quindi il pilota avrebbe dovuto capirlo?
R - Sì, avrebbe dovuto.»
(Final report, sezione)
Si scoprì inoltre che il sistema ILS, al momento dell'incidente, non veniva calibrato da almeno undici mesi, nonostante le raccomandazioni ICAO (non obbligatorie) dicevano di calibrarlo almeno una volta ogni tre o quattro mesi. Le critiche del team islandese erano quindi giustificate, in quanto il sistema di atterraggio strumentale non si trovava nelle condizioni di essere utilizzato per un atterraggio in sicurezza.
Nonostante questo, i difetti nei sistemi aeroportuali non vennero considerati come fattore causante l'incidente. Come giustificazione per questa decisione, il team di investigatori dello Sri Lanka mostrò una lettera inviata all'ICAO nella quale venivano poste le seguenti questioni:
Ci sono mai stati rapporti riguardanti inclinazioni pericolose dei sentieri di discesa (negli standard ICAO)?»
(Final report, sezione 24.2)
L'ICAO rispose:
A entrambe le domande rispondiamo negativamente [...], nessun incidente è mai avvenuto a causa di malfunzionamenti del sistema ILS.»
(Final report, sezione 24.3)

### Situazione meteorologica
Per poter verificare se il meteo avesse avuto un ruolo nell'incidente, venne intervistato Mr. Sumanasekera, dell'ufficio meteorologico. Disse che prima e durante l'incidente, un temporale con cumulonembi si trovava nella zona dell'aeroporto.
R - In particolare ad altitudini rispetto al suolo inferiori ai 5000 ft (1500 m), causano forti correnti d'aria discensionali e ascensionali [...] .
D - Sono pericolosi per i velivoli?
R - Sì, sono molto pericolosi in quanto causano fenomeni di wind shear. Sono molto pericolosi principalmente per i forti venti verticali e orizzontali. Ci sono state situazioni nelle quali questi hanno raggiunto i 70-80 nodi.
D - Può un aereo, entrante in una condizione simile, subire venti in coda o frontali?
R - Se il percorso dell'aereo è attraverso una tempesta, sì, ci potrebbero essere forti venti di queste tipologie.»
(Final report, sezione 26.1)

### Conclusioni
Nel rapporto vengono tratte le seguenti conclusioni:
1. l'equipaggio e i controllori di volo erano sufficientemente certificati e qualificati
2. il capitano ha richiesto e ottenuto di poter effettuare un avvicinamento ILS alla pista 22.
3. il capitano non ha comunicato al centro radar di aver agganciato il localizzatore quando aveva già l'aeroporto in vista.
4. dovuto al fatto che il capitano non ha comunicato di aver agganciato il localizzatore, il controllore nel centro radar ha continuato a dare indicazioni su altezza e distanza; l'ultima indicazione è stata data all'altitudine di 650 piedi (200 m) a 2 miglia dal touch down.
5. contrariamente alle procedure imposte da Icelandic, il co-pilota non ha comunicato al pilota di trovarsi 1 000 piedi (300 m), 500 piedi (150 m) e 100 piedi (30 m) sopra l'altitudine di decisione e, successivamente, di averla raggiunta.
6. il pilota e il co-pilota non hanno monitorato con efficacia gli strumenti a loro disposizione durante la fase finale di avvicinamento, privandosi delle vitali informazioni di altitudine e rateo di discesa.
7. l'incidente si sarebbe potuto evitare se all'altitudine di 250 piedi (76 m) o 228 piedi (69 m) il pilota avesse iniziato le procedure per una riattaccata.
8. l'incidente non è il risultato di un difetto al sentiero di discesa, si sarebbe potuto evitare se i piloti avessero seguito le procedure.
9. i piloti avrebbero dovuto smettere di seguire il sentiero di discesa all'altitudine di 200 piedi (61 m), se non prima.
10. le raccomandazioni presenti nel manuale del Douglas DC-8-63 di Icelandic, alla sezione 4.4.20, dicono di "rimanere sotto il controllo della strumentazione" dall'altitudine di decisione al touchdown solo in caso di avvicinamenti totalmente automatici, e ciò non è possibile all'aeroporto di Colombo che è attrezzato con un ILS di categoria 1.
11. le callouts di altitudine e distanza da parte del controllore radar, sebbene erronee, non hanno contribuito all'incidente in quanto nessuna indicazione è stata data al di sotto dei 650 piedi (200 m).
12. è probabile che il radioaltimetro del capitano fosse settato erroneamente a 150 piedi (46 m) invece che a 250 piedi (76 m).
13. se il radioaltimetro era settato a 150 piedi (46 m), non sono risuonati né allarmi né avvisi dal GPWS dalla parte del capitano allo scendere sotto i 250 piedi (76 m).

### Probabili cause
Le probabili cause dell'accaduto, riportate nel final report, sono le seguenti:
1. l'equipaggio non è stato in grado di eseguire un avvicinamento conforme alle normative;
2. l'equipaggio non ha utilizzato tutti gli strumenti disponibili per conoscere altitudine e rateo di discesa;
3. il co-pilota non ha fornito al capitano le varie altitudini alle quali si trovavano, e non l'ha richiamato durante le callouts di "sink rate";
4. la velocità di discesa è stata troppo elevata per la maggior parte dell'avvicinamento;
5. [ ... ][16];
6. è probabile che un indicatore del radioaltimetro del capitano fosse stato erroneamente posizionato all'altitudine di 150 piedi (46 m). Ciò fece sì che il capitano non fosse avvertito al raggiungimento dei 250 piedi (76 m), l'altitudine che intendeva in realtà selezionare;
7. all'incidente ha contribuito una raffica discensionale, che ha reso il recupero dell'aeromobile più difficoltoso nel momento in cui il capitano ha realizzato di trovarsi troppo in basso e ha deciso per una riattaccata.

### Raccomandazioni di sicurezza
Vengono inoltre riportate le seguenti raccomandazioni:
1. la corrente elettrica dovrebbe avere un flusso regolare per il corretto funzionamento dei dispositivi aeroportuali;
2. il sistema ILS dovrebbe essere calibrato il più presto possibile, e ricalibrato nei mesi successivi a intervalli regolari secondo le indicazioni ICAO;
3. dovrebbero essere controllato che tutti i dispositivi del sistema ILS siano collegati alla torre di controllo e che i display nella stessa funzionino correttamente, per garantire la ricezione di informazioni, riguardo al loro stato di manutenzione, sempre aggiornate e accurate;
4. le luci di atterraggio dovrebbero essere riparate senza ritardi ed essere sempre a disposizione dei velivoli in avvicinamento;
5. tutti i supporti di navigazione, visivi e di tipo radio, dovrebbero essere costantemente manutenuti per garantire la massima efficacia;
6. il radar dovrebbe essere sempre tenuto sotto controllo da qualcuno (in una visita non programmata, gli investigatori entrarono nella sala radar e non trovarono nessuno).